# Paula Tiso
Paula Tiso é uma dubladora norte americana conhecida pela dublagem de Lulu no jogo Final Fantasy X e sua sequência. Ela trabalha também com comerciais de TV e rádio, é casada com o também ator Paul Mercier.

## Filmografia

### Animações
- As Told by Ginger - Polly Shuster
- Dexter's Laboratory - Agent Honeydew
- The Grim Adventures of Billy & Mandy - Atrocia / Gregory
- Z Squad - Jeanie

### Animé
- .hack//Legend of the Twilight - Ohka
- Burn Up Excess - Ruby
- Geneshaft - Alice / Karen / Mir Lotus
- Kaze No Yojimbo - Maki
- Vampire Princess Miyu - Kasumi Kimihara

### Video games
- Destroy All Humans! - Suburban Female / Female Vocalizations
- Destroy All Humans! 2 - Businesswoman / Additional Voices
- Destroy All Humans! Big Willy Unleashed - Mindy Peters
- Dungeons & Dragons: Dragonshard - Various
- Eternal Darkness: Sanity's Requiem - Chandra
- EverQuest II - Various
- Final Fantasy X - Lulu, Fayth (Magus Sisters)
- Final Fantasy X-2 - Lulu
- Final Fantasy XIII - Jihl Nabaat
- La Pucelle Tactics - Papillion
- Metal Gear Solid: Portable Ops - Female Scientist
- Metal Gear Solid 4: Guns of the Patriots - Laughing Octopus
- No More Heroes - Sylvia Christel / Mrs. Christel
- Syphon Filter: Dark Mirror - Blake Hargrove